# Jan Lemański (działacz PZPR)
Jan Lemański (ur. 27 lutego 1950 w Częstochowie) – polski polityk, działacz Polskiej Zjednoczonej Partii Robotniczej, w latach 1989−1990 I sekretarz KW PZPR województwa częstochowskiego.

## Życiorys
Urodzony 27 lutego 1950 roku w Częstochowie, syn Zdzisława i Zofii. Od 14 maja 1969 roku działacz Polskiej Zjednoczonej Partii Robotniczej. W latach 1980−1981 studiował w Wyższej Szkole Nauk Społecznych przy KC PZPR. Był kolejno inspektorem (1.04.1977 − 28.02.1978) i starszym inspektorem Wydziału Organizacyjnego KW PZPR w Częstochowie (1.03.1978 − 31.12.1980). Następnie w okresie był I sekretarzem KG w Poczsnej (1.01.1980 − 10.01.1983), a potem jednym z sekretarzy KM w Częstochowie (11.01.1983 − 15.05.1987). W późniejszych latach pracował w KW PZPR w Częstochowie, będąc kierownikiem Wydziału Polityczno-Organizacyjnego (16.05.1987 − 31.12.1988), a od 1 stycznia 1989 roku członkiem sekretariatu KW, zaś od 1 lipca tego samego roku członkiem Egzekutywy i I sekretarzem KW. Te trzy ostatnie funkcje pełnił do 31 maja 1990 roku.